# Sendim da Serra
Sendim da Serra era una freguesia portuguesa del municipio de Alfândega da Fé, distrito de Braganza.

## Historia
Fue suprimida el 28 de enero  de 2013, en aplicación de una resolución de la Asamblea de la República portuguesa promulgada el 16 de enero de 2013 al unirse con las freguesias de Ferradosa, formando la nueva freguesia de Ferradosa e Sendim da Serra.